# Foreign Affair: The Farewell Tour
Foreign Affair: The Farewell Tour war die siebte Konzerttournee der Sängerin Tina Turner. Auf dieser Tour stellte sie ihr siebtes Soloalbum Foreign Affair (1989) vor.

## Hintergrund
Tina Turner begann ihre Tournee zu Foreign Affair am 27. April 1990 in Antwerpen und beendete sie am 4. November des gleichen Jahres in Rotterdam. Insgesamt wurde die Tour von etwa drei Millionen Menschen besucht – Turner hielt damals für kurze Zeit den Rekord für die umsatzstärkste Tournee der Welt – bis die Rolling Stones diesen Rekord im selben Jahr mit ihrer Steel-Wheels-Tour brachen.
Bis heute ist es Turners einzige Tournee, die nicht bis nach Nordamerika oder andere Länder der Welt über Europa hinaus reichte. Da die Tour (damals) als Abschiedstournee galt, wollte Turner ausschließlich durch Europa touren, um ihren Fans für die Unterstützung ihrer Karriere zu danken, nachdem sie ihren Durchbruch als Solokünstlerin landen konnte. Dafür spielte sie Shows in Ländern des 1990 noch bestehenden, aber nach dem Wendeherbst 1989 inzwischen zugänglichen Warschauer Paktes. Dazu gehörten zwei Konzerte in Jugoslawien, eines in Budapest, sowie ihre Shows in Ost-Berlin und Leipzig.
Die Tour wurde als Abschiedstour angekündigt, da Tina Turner plante, sich zukünftig eher auf eine Schauspielkarriere zu konzentrieren. Während eines Interviews erklärte Turner: „Ich habe immer gedacht, dass dies das letzte Mal sein würde, aber ich muss zugeben, dass ich jetzt gemischte Gefühle habe. Ich bin die erste Frau, die all diese Stadien füllt, und die Stimmung all dieser Fans war Abend für Abend fantastisch. Ich möchte diese Tür nicht ganz schließen. Ich gehe für etwa ein Jahr weg, und wenn ich bereit bin, zurückzukehren, hoffe ich einfach, dass die Fans alles wollen, was ich zu bieten habe.“
Turner nahm ihre Konzertkarriere im Jahr 1993 mit ihrer What’s Love? Tour wieder auf.

## Liveaufnahmen
Die beiden Auftritte in Barcelona am 5. und 6. Oktober 1990 wurden gefilmt und als Konzertvideo unter dem Titel Do You Want Some Action? – Foreign Affair live Barcelona 1990 auf VHS veröffentlicht.

## Setlist

### Setlist 27. April – 22. Mai 1990
- The Best
- Ask Me How I Feel
- River Deep – Mountain High
- Private Dancer
- We Don’t Need Another Hero
- I Can’t Stand the Rain
- Nutbush City Limits
- Steamy Windows
- Undercover Agent for the Blues
- Foreign Affair
- Typical Male
- I Don’t Wanna Lose You
- What’s Love Got to Do with It
- Let’s Stay Together
- Proud Mary
- Good Times
- Be Tender with Me Baby
- Better Be Good to Me

### Setlist 24. Mai – 4. November 1990
- Steamy Windows
- Typical Male
- Foreign Affair
- Undercover Agent for the Blues
- Ask Me How I Feel
- We Don’t Need Another Hero
- Private Dancer
- I Can’t Stand the Rain
- Nutbush City Limits
- Addicted to Love
- The Best
- I Don’t Wanna Lose You
- What’s Love Got to Do with It
- Let’s Stay Together
- Proud Mary
- What You Get Is What You See
- Show Some Respect
- Better Be Good to Me
- Be Tender with Me Baby

## Tourdaten
| Nr. | Datum              | Stadt              | Land                                           | Veranstaltungsort                    | Anmerkungen                          |
| --- | ------------------ | ------------------ | ---------------------------------------------- | ------------------------------------ | ------------------------------------ |
| 1   | 27. April 1990     | Antwerpen          | Belgien                                        | Sportpaleis                          |                                      |
| 2   | 28. April 1990     | Antwerpen          | Belgien                                        | Sportpaleis                          |                                      |
| 3   | 1. Mai 1990        | Verona             | Italien                                        | Arena                                |                                      |
| 4   | 3. Mai 1990        | Mailand            | Italien                                        | Palatrussardi                        |                                      |
| 5   | 4. Mai 1990        | Mailand            | Italien                                        | Palatrussardi                        |                                      |
| 6   | 5. Mai 1990        | Mailand            | Italien                                        | Palatrussardi                        |                                      |
| 7   | 7. Mai 1990        | Rom                | Italien                                        | PalaEUR                              |                                      |
| 8   | 8. Mai 1990        | Cava de’ Tirreni   | Italien                                        | Stadio Simonetta Lamberti            |                                      |
| 9   | 9. Mai 1990        | Florenz            | Italien                                        | Palasport                            |                                      |
| 10  | 12. Mai 1990       | Göteborg           | Schweden                                       | Scandinavium                         |                                      |
| 11  | 14. Mai 1990       | Helsinki           | Finnland                                       | Jäähalli                             |                                      |
| 12  | 15. Mai 1990       | Helsinki           | Finnland                                       | Jäähalli                             |                                      |
| 13  | 17. Mai 1990       | Stockholm          | Schweden                                       | Globen                               |                                      |
| 14  | 18. Mai 1990       | Stockholm          | Schweden                                       | Globen                               |                                      |
| 15  | 19. Mai 1990       | Stockholm          | Schweden                                       | Globen                               |                                      |
| 16  | 20. Mai 1990       | Oslo               | Norwegen                                       | Valle Hovin                          |                                      |
| 17  | 22. Mai 1990       | Gentofte           | Danemark                                       | Gentofte Stadion                     |                                      |
| 18  | 24. Mai 1990       | Karlsruhe          | Deutschland                                    | Wildparkstadion                      |                                      |
| 19  | 26. Mai 1990       | Köln               | Deutschland                                    | Müngersdorfer Stadion                |                                      |
| 20  | 27. Mai 1990       | München            | Deutschland                                    | Olympiastadion                       |                                      |
| 21  | 29. Mai 1990       | Berlin             | Deutschland                                    | Waldbühne                            |                                      |
| 22  | 30. Mai 1990       | Berlin             | Deutschland                                    | Waldbühne                            |                                      |
| 23  | 31. Mai 1990       | Berlin             | Deutschland                                    | Waldbühne                            |                                      |
| 24  | 2. Juni 1990       | Stuttgart          | Deutschland                                    | Neckarstadion                        |                                      |
| 25  | 3. Juni 1990       | Frankfurt am Main  | Deutschland                                    | Waldstadion                          |                                      |
| 26  | 4. Juni 1990       | Hannover           | Deutschland                                    | Niedersachsenstadion                 |                                      |
| 27  | 6. Juni 1990       | Oldenburg          | Deutschland                                    | Weser-Ems-Halle                      |                                      |
| 28  | 7. Juni 1990       | Oldenburg          | Deutschland                                    | Weser-Ems-Halle                      |                                      |
| 29  | 9. Juni 1990       | Bremen             | Deutschland                                    | Weserstadion                         |                                      |
| 30  | 10. Juni 1990      | Nürnberg           | Deutschland                                    | Zeppelinfeld                         |                                      |
| 31  | 13. Juni 1990      | Linz               | Osterreich                                     | Guglstadion                          |                                      |
| 32  | 14. Juni 1990      | Wien               | Osterreich                                     | Praterstadion                        |                                      |
| 33  | 16. Juni 1990      | Basel              | Schweiz                                        | St. Jakob Stadion                    |                                      |
| 34  | 17. Juni 1990      | Basel              | Schweiz                                        | St. Jakob Stadion                    |                                      |
| 35  | 19. Juni 1990      | Dortmund           | Deutschland                                    | Westfalenhalle                       |                                      |
| 36  | 20. Juni 1990      | Dortmund           | Deutschland                                    | Westfalenhalle                       |                                      |
| 37  | 21. Juni 1990      | Essen              | Deutschland                                    | Grugahalle                           |                                      |
| 38  | 23. Juni 1990      | Rotterdam          | Niederlande                                    | Stadion Feijenoord                   |                                      |
| 39  | 24. Juni 1990      | Maastricht         | Niederlande                                    | MECC                                 |                                      |
| 40  | 26. Juni 1990      | Maizières-lès-Metz | Frankreich                                     | BigBang Schtroumpf                   |                                      |
| 41  | 28. Juni 1990      | Versailles         | Frankreich                                     | Esplanade du Château de Versailles   |                                      |
| 42  | 30. Juni 1990      | Lausanne           | Schweiz                                        | Stade Olympique de la Pontaise       |                                      |
| 43  | 1. Juli 1990       | Lugano             | Schweiz                                        | Stadio di Cornaredo                  |                                      |
| 44  | 2. Juli 1990       | Lyon               | Frankreich                                     | Halle Tony Garnier                   |                                      |
| 45  | 4. Juli 1990       | Madrid             | Spanien                                        | Plaza de Toros de Las Ventas         |                                      |
| 46  | 6. Juli 1990       | Barcelona          | Spanien                                        | Plaça de Braus de la Monumental      |                                      |
| 47  | 8. Juli 1990       | Gijón              | Spanien                                        | Estadio El Molinón                   |                                      |
| 48  | 11. Juli 1990      | Aix-en-Provence    | Frankreich                                     | Stade Pratèsi                        |                                      |
| 49  | 14. Juli 1990      | Birmingham         | England                                        | National Exhibition Centre           |                                      |
| 50  | 15. Juli 1990      | Birmingham         | England                                        | National Exhibition Centre           |                                      |
| 51  | 17. Juli 1990      | Birmingham         | England                                        | National Exhibition Centre           |                                      |
| 52  | 18. Juli 1990      | Birmingham         | England                                        | National Exhibition Centre           |                                      |
| 53  | 19. Juli 1990      | Birmingham         | England                                        | National Exhibition Centre           |                                      |
| 54  | 21. Juli 1990      | Gateshead          | England                                        | International Stadium                |                                      |
| 55  | 22. Juli 1990      | Gateshead          | England                                        | International Stadium                |                                      |
| 56  | 25. Juli 1990      | Ipswich            | England                                        | Portman Road                         |                                      |
| 57  | 28. Juli 1990      | Woburn             | England                                        | Front Lawn at Woburn Abbey           |                                      |
| 58  | 29. Juli 1990      | Woburn             | England                                        | Front Lawn at Woburn Abbey           |                                      |
| 59  | 3. August 1990     | Larvotto           | Monaco                                         | Salle des Etoiles                    | Monte-Carlo Sporting Summer Festival |
| 60  | 4. August 1990     | Larvotto           | Monaco                                         | Salle des Etoiles                    | Monte-Carlo Sporting Summer Festival |
| 61  | 5. August 1990     | Larvotto           | Monaco                                         | Salle des Etoiles                    | Monte-Carlo Sporting Summer Festival |
| 62  | 6. August 1990     | Larvotto           | Monaco                                         | Salle des Etoiles                    | Monte-Carlo Sporting Summer Festival |
| 63  | 7. August 1990     | Albenga            | Italien                                        | Stadio Annibale Riva                 |                                      |
| 64  | 8. August 1990     | Larvotto           | Monaco                                         | Salle des Etoiles                    | Monte-Carlo Sporting Summer Festival |
| 65  | 9. August 1990     | Larvotto           | Monaco                                         | Salle des Etoiles                    | Monte-Carlo Sporting Summer Festival |
| 66  | 11. August 1990    | Catanzaro          | Italien                                        | Stadio Nicola Ceravolo               |                                      |
| 67  | 13. August 1990    | Viareggio          | Italien                                        | Stadio Torquato Bresciani            |                                      |
| 68  | 15. August 1990    | Lignano Sabbiadoro | Italien                                        | Stadio Comunale Teghil               |                                      |
| 69  | 16. August 1990    | Bozen              | Italien                                        | Drusus-Stadion                       |                                      |
| 70  | 18. August 1990    | Velika Gorica      | Jugoslawien Sozialistische Föderative Republik | Gradski stadion                      |                                      |
| 71  | 19. August 1990    | Belgrad            | Jugoslawien Sozialistische Föderative Republik | Stadion u Gornjoj Varoši             |                                      |
| 72  | 24. August 1990    | Utrecht            | Niederlande                                    | Stadion Galgenwaard                  |                                      |
| 73  | 25. August 1990    | Ost-Berlin         | Deutschland Demokratische Republik 1949        | Radrennbahn Weißensee                |                                      |
| 74  | 26. August 1990    | Hockenheim         | Deutschland                                    | Hockenheimring                       |                                      |
| 75  | 28. August 1990    | Nea Filadelfia     | Griechenland                                   | Stádio Níkos Nkoúmas                 |                                      |
| 76  | 30. August 1990    | Floriana           | Malta                                          | Independence Arena                   |                                      |
| 77  | 1. September 1990  | Lüneburg           | Deutschland                                    | Flugplatz                            | NDR 2 Open Air Festival              |
| 78  | 2. September 1990  | Leipzig            | Deutschland Demokratische Republik 1949        | Zentralstadion                       |                                      |
| 79  | 4. September 1990  | Innsbruck          | Osterreich                                     | Olympiahalle                         |                                      |
| xx  | 5. September 1990  | Karlsruhe          | Deutschland                                    | Wildparkstadion                      |                                      |
| 80  | 6. September 1990  | Budapest           | Ungarn                                         | Hidegkuti Nándor Stadion             |                                      |
| 81  | 8. September 1990  | Wien               | Osterreich                                     | Praterstadion                        |                                      |
| 82  | 9. September 1990  | Salzburg           | Osterreich                                     | Residenzplatz                        |                                      |
| 83  | 11. September 1990 | Brüssel            | Belgien                                        | Forest National                      |                                      |
| 84  | 12. September 1990 | Brüssel            | Belgien                                        | Forest National                      |                                      |
| 85  | 14. September 1990 | Glasgow            | Schottland                                     | SECC                                 |                                      |
| 86  | 15. September 1990 | Glasgow            | Schottland                                     | SECC                                 |                                      |
| 87  | 16. September 1990 | Glasgow            | Schottland                                     | SECC                                 |                                      |
| 88  | 17. September 1990 | Belfast            | Nordirland                                     | King’s Hall                          |                                      |
| 89  | 19. September 1990 | London             | England                                        | Wembley Arena                        |                                      |
| 90  | 20. September 1990 | London             | England                                        | Wembley Arena                        |                                      |
| 91  | 21. September 1990 | London             | England                                        | Wembley Arena                        |                                      |
| 92  | 22. September 1990 | London             | England                                        | Wembley Arena                        |                                      |
| 93  | 24. September 1990 | London             | England                                        | Wembley Arena                        |                                      |
| 94  | 25. September 1990 | London             | England                                        | Wembley Arena                        |                                      |
| 95  | 26. September 1990 | London             | England                                        | Wembley Arena                        |                                      |
| 96  | 29. September 1990 | Lissabon           | Portugal                                       | Estádio José Alvalade                |                                      |
| 97  | 1. Oktober 1990    | A Coruña           | Spanien                                        | Pazo dos Deportes de Riazor          |                                      |
| 98  | 2. Oktober 1990    | A Coruña           | Spanien                                        | Pazo dos Deportes de Riazor          |                                      |
| 99  | 5. Oktober 1990    | Barcelona          | Spanien                                        | Estadi Olímpic de Montjuïc           |                                      |
| 100 | 6. Oktober 1990    | Barcelona          | Spanien                                        | Estadi Olímpic de Montjuïc           |                                      |
| 101 | 7. Oktober 1990    | Les Escaldes       | Andorra                                        | Aparcament al Pavelló del Prat Gran  |                                      |
| 102 | 9. Oktober 1990    | Saragossa          | Spanien                                        | Estadio La Romareda                  |                                      |
| 103 | 10. Oktober 1990   | Toulouse           | Frankreich                                     | Palais des Sports                    |                                      |
| 104 | 11. Oktober 1990   | Bordeaux           | Frankreich                                     | Patinoire de Mériadeck               |                                      |
| 105 | 13. Oktober 1990   | Zürich             | Schweiz                                        | Hallenstadion                        |                                      |
| 106 | 15. Oktober 1990   | Paris              | Frankreich                                     | Palais Omnisport de Bercy            |                                      |
| 107 | 16. Oktober 1990   | Paris              | Frankreich                                     | Palais Omnisport de Bercy            |                                      |
| 108 | 17. Oktober 1990   | Nantes             | Frankreich                                     | Parc des Expositions de la Beaujoire |                                      |
| 109 | 19. Oktober 1990   | Lille              | Frankreich                                     | Espace Foire                         |                                      |
| 110 | 20. Oktober 1990   | Frankfurt am Main  | Deutschland                                    | Festhalle                            |                                      |
| 111 | 21. Oktober 1990   | München            | Deutschland                                    | Olympiahalle                         |                                      |
| 112 | 22. Oktober 1990   | Köln               | Deutschland                                    | Sporthalle                           |                                      |
| 113 | 24. Oktober 1990   | Birmingham         | England                                        | National Exhibition Centre           |                                      |
| 114 | 25. Oktober 1990   | Birmingham         | England                                        | National Exhibition Centre           |                                      |
| 115 | 27. Oktober 1990   | Dublin             | Irland                                         | RDS Simmonscourt                     |                                      |
| 116 | 28. Oktober 1990   | Dublin             | Irland                                         | RDS Simmonscourt                     |                                      |
| 117 | 29. Oktober 1990   | Dublin             | Irland                                         | RDS Simmonscourt                     |                                      |
| xx  | 31. Oktober 1990   | Zürich             | Schweiz                                        | Hallenstadion                        |                                      |
| 118 | 1. November 1990   | Heerenveen         | Niederlande                                    | IJsstadion Thialf                    |                                      |
| 119 | 2. November 1990   | Rotterdam          | Niederlande                                    | Sportpaleis Ahoy’                    |                                      |
| 120 | 3. November 1990   | Rotterdam          | Niederlande                                    | Sportpaleis Ahoy’                    |                                      |
| 121 | 4. November 1990   | Rotterdam          | Niederlande                                    | Sportpaleis Ahoy’                    |                                      |

## Band
- Tina Turner: Gesang
- Bob Fiet: Bass
- Jack Bruno: Schlagzeug
- John Miles: Klavier, Gitarre, Hintergrundgesang
- James Ralston: Gitarre, Hintergrundgesang
- Timmy Cappello: Percussion, Keyboards, Saxophon, Hintergrundgesang
- Ollie Marland: Keyboards, Hintergrundgesang
- Miffy Smith: Keyboards
- Kenny Moore: Klavier, Hintergrundgesang
- Ann Behringer: Tanz-Choreographie
- Le’Jeune Richardson: Tanz-Choreographie